# Realia (objetos)

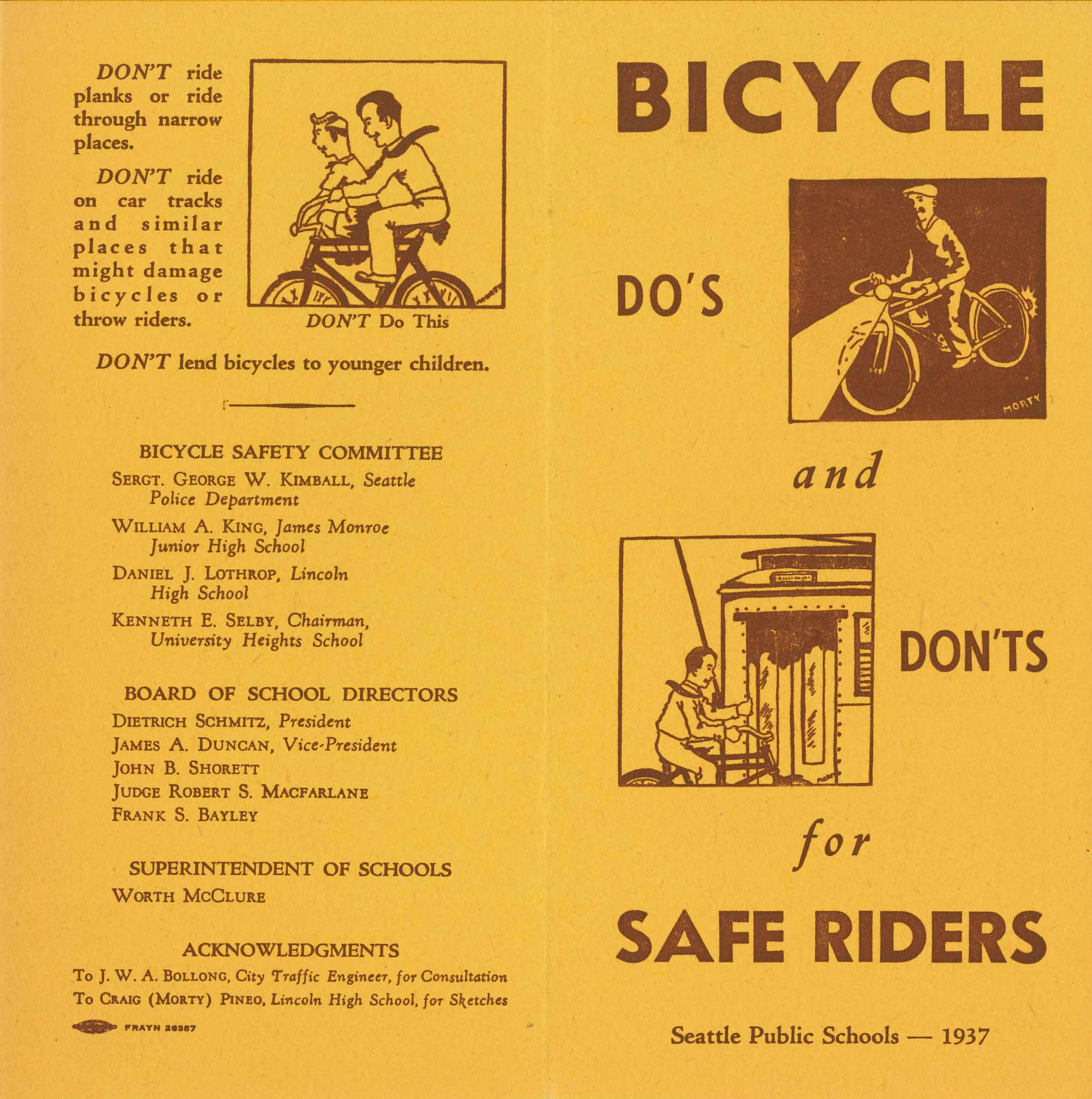
Folleto de la Seattle Public Schools sobre el uso seguro de las bicicletas (1937). Washington, USA

Se denomina Realia a todo tipo de objetos que, sin haber sido diseñados específicamente para el aprendizaje, se utilizan en los procesos formativos educativos. Así por ejemplo, los folletos, los carteles, la prensa, los alimentos, los objetos de la vida cotidiana, etc. son fuentes de aprendizaje que pueden utilizarse para el aprendizaje, aunque originariamente no hayan sido creados para esa finalidad.

## Definición
... Llamamos realia a la introducción en el espacio educativo de objetos pertenecientes al entorno habitual en el que se desenvuelve a diario el doscente con la finalidad de apoyar en su presencia la construcción del conocimiento.
Ramón Gonzalo Fernández

## Ejemplos
Es frecuente y tradicional su uso para las clases de ciencias, de idiomas o artísticas. Así, por ejemplo, se consideran los siguientes:
- Cuando un/a profesor/a de ciencias utiliza rocas, flores u objetos de desecho, está utilizando realia.

- Cuando un/a profesor/a de lengua o de idiomas utiliza un recorte de periódico, un folleto publicitario o un cartel, está utilizando un realia.

- Cuando un/a profesor/a de música está utilizando palos y piedras como elementos de percusión, está utilizando realia.

- Cuando un/a profesor/a de Artes Plásticas está utilizando macarrones, envases u hojas secas, está utilizando realia.

## Características
Podemos establecer las siguientes características de los realia:
- Proximidad: los alumnos sienten los recursos utilizados como parte de su entorno y los reconocen como fuente de aprendizaje.
- Familiaridad: se eleva lo cotidiano al nivel de la cultura académica.
- Pertenencia: se sienten los realia como propios como una aportación personal.
- Significatividad: los recursos tienen significado y ayudan a comprender los conceptos.
- Implicación: busca la vinculación con los problemas del alumno implicándolo en su resolución.
- Concatenación: permite relacionar los objetos, los instrumentos, los procedimientos, los hechos y los conceptos pasando de unos a otros con facilidad.
- Transferencia: permite dotar la teoría que se construye en la escuela de aplicabilidad a la realidad y a nuevas situaciones con las que se encuentre el estudiante.

## Clases
Podemos establecer las siguientes clases de realia:
- Objetos provistos de información:  periódicos, películas, carteles, canciones, envases, etc.
- Objetos dignos de ser conocidos: una brújula, una manzana, un trineo, un telar, etc.
- Objetos que permiten acciones sobre otros objetos: un sacacorchos, un tubo, un compás, una rueca, una aguja, etc.
- Manipulables: botones, macarrones, abalorios, habas, etc.
- Materias primas: papel, arena, alambre, harina, etc.

## Realia virtuales
Aunque lo que hemos descrito focaliza en gran medida objetos no digitales, es posible transferir el concepto a la realidad virtual. En este caso, pueden considerarse realia virtuales los recursos, entornos y objetos digitales susceptibles de ser utilizados para el aprendizaje aunque no hayan sido diseñados con esa finalidad. Podemos encontrar numerosos recursos que cumplen esta definición como grabaciones, juegos, documentos, webs, noticias, datos, etc. En este campo, se toca con otra denominación que se utiliza en el campo digital: el objeto de aprendizaje.